# Wolfsberger Athletiksport-Club
Il Wolfsberger Athletiksport-Club, abbreviato in Wolfsberger AC o WAC e noto come RZ Pellets WAC per motivi di sponsor, è una società calcistica austriaca con sede a Wolfsberg, in Carinzia. Milita in Bundesliga, la massima serie del campionato austriaco di calcio.
Fondata nel 1931, conta venti stagioni in seconda serie. Dal 2007-2008 al 2011-2012, dopo aver stretto un accordo con il SK St. Andrä, ha adottato la denominazione WAC-St. Andrä. Dopo aver trascorso la gran parte della propria storia nelle divisioni inferiori, alla fine dell'annata 2011-2012, vincendo il campionato di Eerste Liga, ha conseguito per la prima volta la promozione in Bundesliga, la massima divisione del campionato austriaco di calcio, e l'anno dopo ha ottenuto il quinto posto finale. Il terzo posto della stagione 2018-2019 ha poi consentito al club di qualificarsi per la prima volta ad una coppa europea, l'Europa League.

## Storia
La società fu fondata nel 1931 grazie al contributo di Adolf Ptazcowsky, Karl Weber, Hermann Maierhofer, Franz Hafner e Michael Schlacher, ricordati come i fondatori del sodalizio. Nel 1946 arrivò la prima promozione in Landesliga, cui fece però seguito l'immediata retrocessione. Negli anni seguenti il Wolfsberger recuperò un ruolo di rilievo: nel 1951-1952 fu nuovamente promosso in Landesliga e, nel 1954-1955, in Tauernliga, all'epoca la seconda divisione del campionato nazionale, dove lottò per la promozione in Staatsliga A fino agli spareggi di fine stagione. Nonostante questi brillantissimi risultati, la squadra non fu costante e retrocesse di nuovo in Landesliga nel giro di una sola stagione.
Promossa nuovamente in Regionalliga nel 1968, la squadra bianconera raggiunse nel 1976 la promozione in 2. Division. Negli anni seguenti il club fu spesso promosso tra i cadetti, ma dovette sempre abbandonare la categoria dopo un solo anno: accadde nelle stagioni 1984-1985, 1988-1989 e 1990-1991.
Nel 2007 fu stretto un rapporto di cooperazione e fusione dei settori agonistici con lo Sportklub Sankt Andrä, squadra del vicino paese, con conseguente cambio di denominazione in WAC-St. Andrä e, grazie alle nuove risorse finanziarie e ad un rinnovato progetto sportivo, la squadra tornò competitiva, fino a celebrare il ritorno nella seconda serie del calcio austriaco, dopo quasi venti anni d'assenza, il 12 giugno 2010, in virtù della vittoria per 4-1 nella partita di ritorno dello spareggio contro il Parndorf, compagine che aveva vinto per 1-0 la partita d'andata. Il club disputò pertanto la stagione 2010-2011 in Erste Liga, mentre la squadra riserve (St. Andrä-WAC) in Landesliga.
L'11 maggio 2012, con la vittoria in casa del First Vienna per 3-1, il club raggiunse la promozione in Bundesliga per la prima volta nella propria storia. In previsione del campionato 2012-2013 lo spielgemeinshaft con il St. Andrä fu dissolto e la società riacquisì la denominazione di Wolfsberger Athletiksport-Club.
Per l'esordio nella massima serie viene confermato il tecnico Nenad Bjelica, già alla guida della squadra dal 2010, ed acquistato, fra gli altri, il centrocampista Michael Liendl dall'Austria Vienna. La stagione vede il Wolfsberger raggiungere il quinto posto finale e i quarti di finale di ÖFB-Cup dove viene eliminato dall'Austria Vienna a seguito di una sconfitta per 2-1.
Nell'estate 2013 il tecnico Bjelica passa proprio all'Austria Vienna e sulla panchina dei lupi si siede Slobodan Grubor. Fra gli acquisti spiccano il terzino destro Joachim Strandfest, il difensore Nemanja Rnic ed il portiere Alexander Kofler. Dopo aver raccolto 5 punti nelle prime 8 partite, il tecnico Grubor viene sostituito da Dietmar Kuhbauer alla guida del club. La stagione 2013-2014 si conclude con il settimo posto in campionato ed i quarti di finale di coppa (eliminazione per mano del Salisburgo con un duro 6-0).
La stagione 2014-2015 vede la cessione, dopo due ottime stagioni, di Michael Liendl al Fortuna Dusseldorf. Fra gli acquisti si rivelerà particolarmente efficace il centrocampista Christopher Wernitznig, prelevato dal Wacker Innsbruck e che si sarà il miglior marcatore stagionale. Al termine della stagione la squadra ottiene il quinto posto in campionato, raggiungendo per la prima volta la qualificazione ad un turno preliminare di Europa League, e raggiunge le semifinali di coppa nazionale, ad oggi miglior piazzamento dei lupi nella competizione, venendo eliminato ancora una volta dall'Austria Vienna per 3-0.
Nel 2015, dopo un promettente doppio successo nel secondo turno preliminare di Europa League che vede i bianconeri sconfiggere i bielorussi dello Shakhtyor Soligorsk per 2-0 in casa e 1-0 in trasferta, la squadra vive un inizio di stagione difficile, con la dura eliminazione per mano del Borussia Dortmund nel terzo turno di EL (sconfitte per 0-1 in Austria e 5-0 in Germania), un bottino di soli 12 punti nelle prime 16 giornate e l'eliminazione ai sedicesimi di coppa nazionale per mano del Ried (sconfitta per 1-0). A seguito di questi risultati, la panchina del viene affidata ad Heimo Pfeifenberger, che concluderà il 2015-2016 con un sesto posto in campionato.
Nella stagione 2016-2017 la squadra chiude all'ottavo posto in campionato e non va oltre i trentaduesimi di finale di coppa nazionale, dove viene eliminata dall'Ebreichsdorf per 1-0.
Nella stagione 2017-2018 la squadra raggiunge invece gli ottavi di finale di OFB cup (venendo eliminata dal Wimpassing, nuovamente per 1-0) ma in campionato fatica, al punto che a marzo la panchina viene affidata al vice allenatore Robert Ibertsberger. Alla fine della stagione i bianconeri si classificheranno al nono posto.
Per la stagione 2018-2019 la panchina viene affidata a Christian Ilzer. Il calciomercato vede l'importante ritorno in bianconero di Michael Liendl dal Twente, oltre all'acquisto di Michael Novak dal Mattersburg. La stagione segna il miglior piazzamento della storia del club in Bundesliga, un terzo posto finale che consente ai lupi di qualificarsi per la prima volta alla fase finale di una coppa europea (l'Europa League 2019-2020). In coppa nazionale il percorso della squadra si ferma agli ottavi di finale, dove viene eliminato per 3-0 dal Rapid Vienna.
In vista del debutto in Europa League, nell'estate 2019 la squadra viene rinforzata con alcuni acquisti, fra cui l'attaccante israeliano Shon Weissman, acquistato dal Maccabi Haifa, che a fine stagione metterà a referto ben 37 reti vincendo la classifica marcatori di campionato con 30. L'allenatore Ilzer passa alla guida dell'Austria Vienna e la guida tecnica viene affidata a Gerhard Strauber. La squadra viene sorteggiata nel gruppo J con Roma, Borussia M'gladbach e İstanbul Başakşehir. Pur debuttando con una convincente quanto inaspettata vittoria per 4-0 sul campo dei tedeschi, i bianconeri chiuderanno ultimi nel girone. In coppa nazionale la squadra non supera gli ottavi di finale (eliminazione ad opera del Wacker Innsbruck per 1-0). A dicembre il tecnico Strauber viene sostituito dall'ex nazionale austriaco Ferdinand Feldhofer, che concluderà la stagione nuovamente al terzo posto, centrando una seconda qualificazione in Europa League.
La sessione estiva di calciomercato vede la conferma di Feldhofer sulla panchina dei lupi e la cessione di Weissman agli spagnoli del Valladolid per circa 4 milioni di euro, diventando la cessione più remunerativa nella storia del club. In Europa League il Wolfsberger viene sorteggiato nel gruppo K assieme a Feyenoord, Dinamo Zagabria e CSKA Mosca. Agli inizi di novembre, la squadra è vittima di un focolaio di coronavirus, esteso al punto tale da dover rinviare la gara con lo Sturm Graz per mancanza del numero minimo di 16 giocatori da schierare fra campo e panchina.
Nella stagione 2022-2023 ha partecipato alla UEFA Conference League 2022/23.
Nella stagione 2024-2025 durante la Coppa d'Austria, nella semifinale affronta il LASK riuscendo a pareggiare per 1-1 fino alla conclusione dei tempi supplementari, per poi vincere per 4-2 ai calci di rigore, potendo qualificarsi per la finale dove batte l'Hartberg per 1-0 e vincendo per la prima volta nella sua storia il trofeo.

## Colori e simboli

### Colori
I colori sociali del club sono il bianco e il nero, che compaiono - assieme al giallo - nello stemma cittadino.
Tra il 2007 ed il 2012 la divisa comprendeva anche l'arancione, mutuato dalla maglia del St. Andrä. Allo scioglimento dello spielgemeinschaft il Wolfsberger ha riacquistato la divisa classica.

### Simbolo
Il simbolo della squadra è un lupo, che campeggia nello stemma societario così come in quello cittadino.

## Strutture

### Stadio
L'impianto casalingo del club è la Lavanttal Arena, situata in città. Si tratta di un impianto completamente nuovo, in grado di ospitare eventi di rilievo a livello locale, oltre ad essere utilizzato per partite di calcio, football americano e tornei di atletica leggera. Ha una capienza di 4.100 spettatori, di cui 1.100 a sedere.
Può ospitare fino a 400 persone in sale private, ed è sede di congressi, meeting e molte altre manifestazioni.
Nel 2019 l'UEFA ha ritenuto l'impianto non adeguato ad ospitare partite di Europa League, costringendo il Wolfsberger a disputare le partite casalinghe alla UPC arena di Graz. Per lo stesso motivo, nella stagione seguente la squadra disputerà le partite casalinghe di Europa League al Wörthersee Stadion di Klagenfurt.

## Palmarès

### Competizioni nazionali
- Coppa d'Austria: 1

2024-2025
- Erste Liga: 1

2011-2012
- Fußball-Regionalliga: 1

2009-2010

### Altri piazzamenti
- Campionato austriaco:

Terzo posto: 2018-2019, 2019-2020
- Coppa d'Austria:

Semifinalista: 2014-2015, 2020-2021, 2021-2022

## Statistiche e record

### Statistiche nei campionati nazionali
Tabella aggiornata al 6 agosto 2025.
| Livello | Categoria  | Partecipazioni | Debutto   | Ultima stagione |
| ------- | ---------- | -------------- | --------- | --------------- |
| 1º      | Bundesliga | 14             | 2012-2013 | 2025-2026       |

### Statistiche nelle competizioni UEFA
Tabella aggiornata al 4 agosto 2022.
| Competizione                  | Partecipazioni | G  | V | N | P | RF | RS |
| ----------------------------- | -------------- | -- | - | - | - | -- | -- |
| Coppa UEFA/UEFA Europa League | 3              | 18 | 6 | 3 | 9 | 18 | 28 |
| UEFA Europa Conference League | 1              | 4  | 2 | 1 | 1 | 5  | 4  |

### Partecipazioni alle competizioni UEFA per club
| Stagione | Competizione                  | Turno    | Avversario          | Casa | Trasferta | Somma    |
| -------- | ----------------------------- | -------- | ------------------- | ---- | --------- | -------- |
| 2015-16  | UEFA Europa League            | 2Q       | Šachcër Salihorsk   | 2-0  | 1-0       | 3-0      |
| 2015-16  | UEFA Europa League            | 3Q       | Borussia Dortmund   | 0-1  | 0-5       | 0-6      |
| 2019-20  | UEFA Europa League            | Gruppo J | Roma                | 1-1  | 2-2       | 4º posto |
| 2019-20  | UEFA Europa League            | Gruppo J | Borussia M'gladbach | 0-1  | 4-0       | 4º posto |
| 2019-20  | UEFA Europa League            | Gruppo J | İstanbul Başakşehir | 0-3  | 0-1       | 4º posto |
| 2020-21  | UEFA Europa League            | Gruppo K | CSKA Mosca          | 1-1  | 1-0       | 2º posto |
| 2020-21  | UEFA Europa League            | Gruppo K | Feyenoord           | 1-0  | 4-1       | 2º posto |
| 2020-21  | UEFA Europa League            | Gruppo K | Dinamo Zagabria     | 0-3  | 0-1       | 2º posto |
| 2020-21  | UEFA Europa League            | 16F      | Tottenham           | 1-4  | 0-4       | 1-8      |
| 2022-23  | UEFA Europa Conference League | 3Q       | Gzira Utd           | 0-0  | 4-0       | 4-0      |
| 2022-23  | UEFA Europa Conference League | PO       | Molde               | 0-4  | 1-0       | 1-4      |

## Organico

### Rosa 2025-2026
Aggiornata al 7 agosto 2025.
| N. |                           | Ruolo | Calciatore             |
| -- | ------------------------- | ----- | ---------------------- |
| 1  | Austria (bandiera)        | P     | Lukas Gütlbauer        |
| 2  | Serbia (bandiera)         | D     | Boris Matić            |
| 6  | Austria (bandiera)        | C     | Florent Hajdini        |
| 7  | Austria (bandiera)        | A     | Angelo Gattermayer     |
| 8  | Austria (bandiera)        | C     | Simon Piesinger        |
| 9  | Austria (bandiera)        | A     | Erik Kojzek            |
| 10 | Kosovo (bandiera)         | A     | Donis Avdijaj          |
| 11 | Austria (bandiera)        | A     | Thierno Ballo          |
| 12 | Austria (bandiera)        | P     | Nikolas Polster        |
| 13 | Austria (bandiera)        | D     | Tobias Gruber          |
| 15 | Costa d'Avorio (bandiera) | C     | Cheick Mamadou Diabaté |
| 17 | Ghana (bandiera)          | C     | David Atanga           |

| N. |                           | Ruolo | Calciatore          |
| -- | ------------------------- | ----- | ------------------- |
| 18 | Austria (bandiera)        | C     | Alessandro Schöpf   |
| 20 | Serbia (bandiera)         | C     | Dejan Zukić         |
| 21 | Austria (bandiera)        | P     | David Skubl         |
| 22 | Austria (bandiera)        | D     | Dominik Baumgartner |
| 25 | Costa d'Avorio (bandiera) | D     | Adama Dramé         |
| 27 | Nigeria (bandiera)        | D     | Chibuike Nwaiwu     |
| 30 | Austria (bandiera)        | C     | Marco Sulzner       |
| 31 | Austria (bandiera)        | D     | Fabian Wohlmuth     |
| 32 | Austria (bandiera)        | A     | Markus Pink         |
| 34 | Ghana (bandiera)          | C     | Emmanuel Agyemang   |
| 37 | Austria (bandiera)        | D     | Nicolas Wimmer      |
| 77 | Austria (bandiera)        | D     | René Renner         |

### Staff tecnico
- Allenatore:  Dietmar Kühbauer
- Vice-Allenatore:  Hannes Jochum
- Vice-Allenatore:  Manfred Nastl
- Preparatore dei portieri:  Mario Krassnitzer
- Video analyst:  Rainer Müller
- Preparatore atletico:  Marcel Kuster
- Coordinatore sportivo:  Roman Stary